# اندرو هیوت
اندرو هیوت (انگلیسی: Andrew Hewitt؛ زادهٔ ۲۸ مارس ۱۹۷۶) موسیقی‌دان و آهنگ‌ساز فیلم اهل بریتانیا است. وی از سال ۲۰۰۰ میلادی تاکنون مشغول فعالیت بوده‌است.

## فیلم‌شناسی
- آزمایش زندان استنفورد
- زیردریایی
- کوکو
- موهاوی
- دریا